# Museu de l'Anxova i la Sal
El Museu de l'Anxova i la Sal és un museu de l'Escala inaugurat el 2006 a l'Escorxador Nou de l'Escala per mostrar el patrimoni cultural del poble. L'exposició permanent mostra la història de la pesca d'ençà el segle xvi, especialment el que fa referència a l'anxova salada, rellevant en la història del municipi. El museu també organitza la Festa de la Sal, un esdeveniment que té lloc el tercer dissabte de setembre de cada any.

## Història
El 2002 es van concedir 120.000 euros dels fons Feder per fer el museu a l'Antic escorxador. El 2003 el pressupost es va dir que era de 440.000 euros i es van denunciar retards en les obres que es van atribuir a qüestions tècniques. El 2003 es van adequar els espais interiors i les construccions annexes. El 2004 el consistori aprovà la compra de l'edifici de l'Alfolí, i una consulta popular decidí que s'hi ubicaria el Museu de l'Anxova i de la Sal.
Finalment el museu es va inaugurar el juliol del 2006 a l'edifici de l'antic escorxador amb un itinerari que exposava la vinculació de l'Escala amb la pesca amb fotografies, explicacions i estris. Una petita barca de pesca restaurada amb vela llatina original i més d'un segle d'història era un dels elements més destacats. S'hi explica la subhasta del peix i la indústria de la salaó.
S'hi fan exposicions temporals, com la mostra Una mar de vinyes: el conreu de la vinya i el vi a Empúries, l'Escala i el Montgrí del 2006 o sobre les acampades de pescadors el 2007.